# Cantó de Bourg-Saint-Maurice
El cantó de Bourg-Saint-Maurice (en francés canton de Bourg-Saint-Maurice) és una divisió administrativa francesa del departament de la Savoia, situat al districte d'Albertville. Té 12 municipis i el cap és Bourg-Saint-Maurice.

## Municipis
- Bourg-Saint-Maurice
- Aime-La Plagne
- La Plagne-Tarentaise
- Landry
- Les Chapelles
- Montvalezan
- Peisey-Nancroix
- Sainte-Foy-Tarentaise
- Séez
- Tignes
- Val-d'Isère
- Villaroger

## Història
| Període                                   | Identitat          | Partit       | Qualitat |
| ----------------------------------------- | ------------------ | ------------ | --- |
| Les dades anteriors no són pas conegudes. |                    |              | |
| 1949-1961                                 | Célestin Freppaz   | DVD          | |
| 1961-1967                                 | M. de Poret        | UNR          | |
| 1967-1973                                 | Abbé Alexis Borrel | DVD          | |
| 1973-1999                                 | Michel Barnier     | RPR          | Diputat (1978-1993) - Senador (1995 i 1997-1999) President del Consell general (1982-1999) Ministre (1983-1997) |
| 1999- 2011                                | Jacqueline Poletti | DVD puis UMP | Alcalde de Bourg-Saint-Maurice (1995-2001)                                                                      |
| 2011-2015                                 | Éric Minoret       | SE           | 1r adjunt a l'alcalde de Bourg-Saint-Maurice                                                                    |

## Demografia
| 1962                                                            | 1968  | 1975   | 1982   | 1990   | 1999   | 2008   | 2012   | 2015   |
| 8.086                                                           | 9.137 | 10.228 | 11.896 | 13.253 | 14.566 | 16.236 | 16.714 | 25.755 |
| --------------------------------------------------------------- | ----- | ------ | ------ | ------ | ------ | ------ | ------ | ------ |
| Nombre retenu à partir de 1990: Population sans doubles comptes |       |        |        |        |        |        |        |        |